# 李春秀
李春秀（1863年—1946年10月25日），满族，吉林省伊通县人，中华民国及蒙疆联合自治政府军事及政治人物。

## 生平
满洲八旗启秀书院毕业。据《绥远通志稿》记载：“启秀书院，旗学也，在绥远城内南街”（今呼和浩特市新城区新城南街东侧，原书院街一号大院处）。也称“满文庙”和“八旗文庙”。原名长白书院，清同治十一年（1872年）绥远城将军定安创办。主要招收满族八旗和蒙古八旗子弟读书习礼。光绪五年（1879年），将军瑞聯以“长白”二字似乎专为旗人，非一视同仁之义，改为启秀书院，采取满汉分学制。1912年，启秀书院正式改为绥远中学堂。1912年，绥远中学堂并入“归绥中学堂”改称为归绥中学校（今呼和浩特市第一中学）。
李春秀曾任土默特旗协领兼佐领，1929年11月停补。历任绥远都统署副管长、归绥防备少将司令，绥远警备处处长兼警察厅厅长，护路司令部参谋长、绥远省政府参议。
1937年10月日军占领归绥后，同商会会长贺秉温等人组织维持会，欢迎日军进城，出任伪绥远地方维持会总务处长。1937年10月27日并以地方团体代表参加了“第二次蒙古大会”，任巴彦塔拉盟公署教育厅厅长。1938年调任巴彦塔拉盟公署畜产厅厅长。1938年5月改任巴彦塔拉盟公署少将参议。1939年9月1日，李春秀继贺秉温之后接任厚和市第二任市长至1943年2月。任职三年零六个月。
1945年10月16日，他被第十二战区司令长官部调查处以汉奸罪逮捕，经初审后，1946年3月30日移交绥远省高等法院候审。1946年4月19日被绥远省高等法院以汉奸罪判处有期徒刑15年，剥夺公民权10年，“财产除酌留家属必要生活费5%外，没收之。”李入监后，心悸胆战，自知罪孽深重，惶惶不可终日，加上年龄已高，1946年9月23日在监发病，10月3日又患痢疾，经请保外就医不准，仅准“外医入监疗治”。1946年10月25日早晨6时50在监庾毙，时年83岁。服刑六月有余。